# Zona de la muerte
La zona de la muerte fue definida por el médico suizo Edouard Wyss-Dunant en 1953 como la zona por encima de los 7500 metros de altitud en la cual el ser humano ya no puede aclimatarse:

«Aquí, solo es posible adaptarse durante un cierto tiempo limitado, ya que no se compensa del todo el gasto de energía durante el tiempo de reposo.»

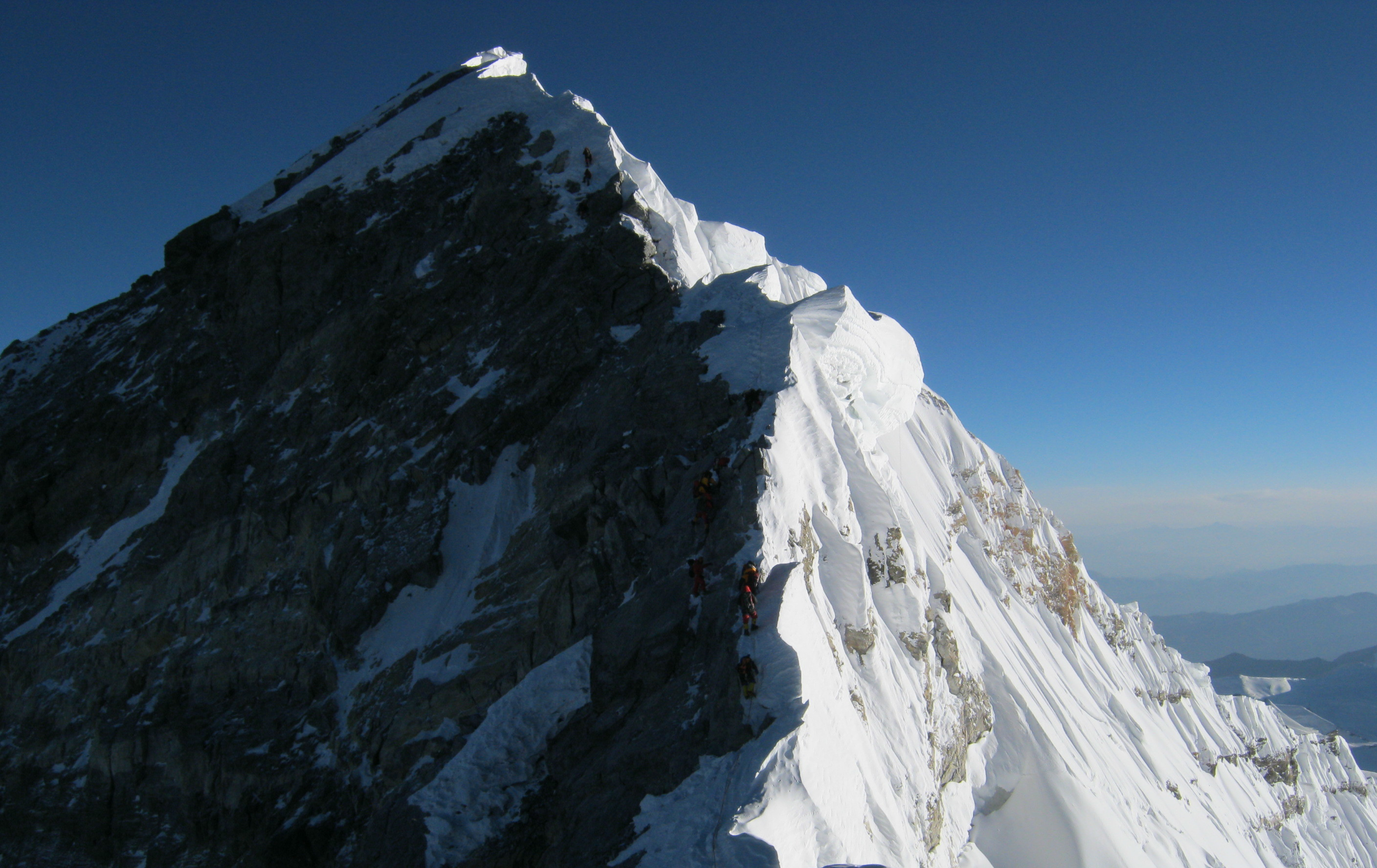
Paso de Hillary cerca de la cima del Everest.

Es la denominación que dan montañistas y escaladores a las regiones que se encuentran a una altitud a partir de la cual la vida humana aun por periodos cortos de menos de un día es prácticamente imposible debido a la baja presión atmosférica que hace que al sistema respiratorio le sea más difícil encontrar el oxígeno disponible para respirar. Esto genera mal de montaña (también conocido como soroche, puna o mal de altura) y puede provocar edema cerebral y pulmonar si la persona no está bien aclimatada, siendo éstos las principales causas de muerte en altura. 
Además todos los sistemas del cuerpo como el digestivo, no funcionan correctamente al trabajar con mayor lentitud; esto genera un mayor consumo de energía metabólica comparada con lo gastado a nivel del mar. Los escaladores que se encuentran a punto de alcanzar la cima de un ochomil, deben respirar unas 15 veces para poder caminar un solo paso. El día en el que los montañistas alcanzan la cumbre del monte Everest, tras entre 8 y 12 horas de caminata pueden llegar a gastar entre 12 000 y 15 000 calorías. Esto sería unas 8-10 veces lo que quema el cuerpo en un día normal.
En otras zonas montañosas de menor altitud que el Himalaya también pueden encontrarse zonas de la muerte en alturas menores a 7500 metros; en los Andes, el Cerro Aconcagua de 6962 m presenta estas características a partir de los 6000-6500 m.[cita requerida]